# Asbury Francis Lever

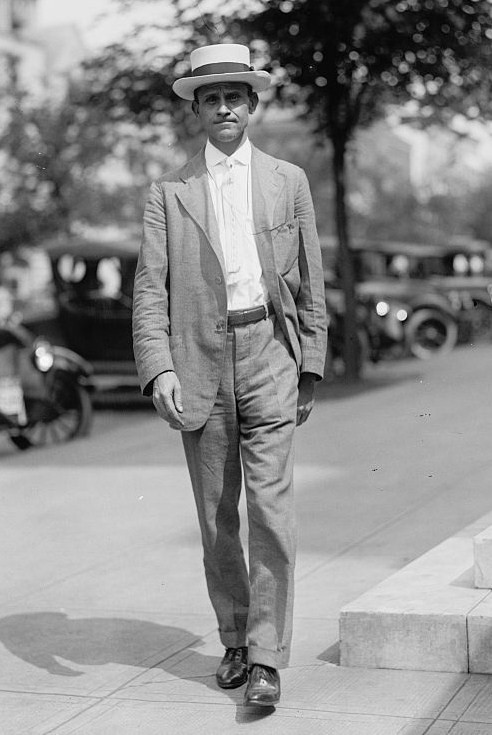
Asbury Francis Lever (1919)

Asbury Francis Lever (* 5. Januar 1875 bei Springhill, Lexington County, South Carolina; † 28. April 1940 bei Charleston, South Carolina) war ein US-amerikanischer Politiker. Zwischen 1901 und 1919 vertrat er den Bundesstaat South Carolina im US-Repräsentantenhaus.

## Werdegang
Asbury Lever besuchte die öffentlichen Schulen seiner Heimat und danach bis 1895 das Newberry College. Anschließend arbeitete er zwei Jahre lang als Lehrer. Zwischen 1897 und 1901 war Lever als Sekretär des Kongressabgeordneten J. William Stokes tätig. In dieser Zeit studierte er an der Georgetown University Jura. 1899 wurde Lever als Rechtsanwalt zugelassen; er übte diesen Beruf aber nicht aus. Politisch war er Mitglied der Demokratischen Partei. In den Jahren 1896 und 1900 nahm er als Delegierter an den regionalen Parteitagen in South Carolina teil. 1901 war er auch Abgeordneter im Repräsentantenhaus von South Carolina.
Nach dem Tod von William Stokes wurde Lever bei der Spezialwahl im 7. Kongresswahlbezirk South Carolinas 1901 als dessen Nachfolger in das US-Repräsentantenhaus in Washington, D.C. gewählt. Dort trat er am 5. November 1901 sein neues Mandat an. Nachdem er bei den folgenden regulären Wahlen jeweils bestätigt wurde, konnte er bis zu seinem Rücktritt am 1. August 1919 im Kongress verbleiben. In diese Zeit fiel der Erste Weltkrieg. Lever war zwischen 1911 und 1913 Vorsitzender des Bildungsausschusses. Außerdem führte er von 1913 bis 1919 den Vorsitz im Landwirtschaftsausschuss. Im Jahr 1913 wurden der 16. und der 17. Verfassungszusatz verabschiedet.
Levers Rücktritt erfolgte aufgrund seiner Berufung in das Federal Farm Loan Board, eine Behörde, die sich mit Krediten für Farmer befasste. Bis zu seinem Tod war er in unterschiedlichen Bereichen für diese Behörde tätig. Er war außerdem Kurator einiger Schulen in South Carolina. 1922 wurde er Präsident der First Carolinas Joint Stock Bank. Asbury Lever starb am 28. April 1940 auf seinem Anwesen „Seven Oaks“ nahe Charleston.